# オルモ・アル・ブレンボ
オルモ・アル・ブレンボ（伊: Olmo al Brembo  ( 音声ファイル)）は、イタリア共和国ロンバルディア州ベルガモ県にある、人口約500人の基礎自治体（コムーネ）。

## 地理

### 位置・広がり
ベルガモ県北部のコムーネ。県都ベルガモから北へ31km、州都ミラノから北北東へ67kmの距離にある。

#### 隣接コムーネ
隣接するコムーネは以下の通り。
- アヴェラーラ
- カッシーリオ
- メッツォルド
- ピアッツァ・ブレンバーナ
- ピアッツァトッレ
- ピアッツォーロ
- サンタ・ブリージダ

### 地震分類
イタリアの地震リスク階級 (it) では、3 に分類される
。

## 行政

### 山岳部共同体
広域行政組織である山岳部共同体「ヴァッレ・ブレンバーナ山岳部共同体」 (it:Comunità montana della Valle Brembana) （事務所所在地: ピアッツァ・ブレンバーナ）を構成するコムーネの一つである。

### 分離集落
オルモ・アル・ブレンボには、以下の分離集落（フラツィオーネ）がある。
- Cigadola, Cugno Basso, Frola, Malpasso